# Brăteni, Bistrița-Năsăud
Brăteni este un sat în comuna Sânmihaiu de Câmpie din județul Bistrița-Năsăud, Transilvania, România.

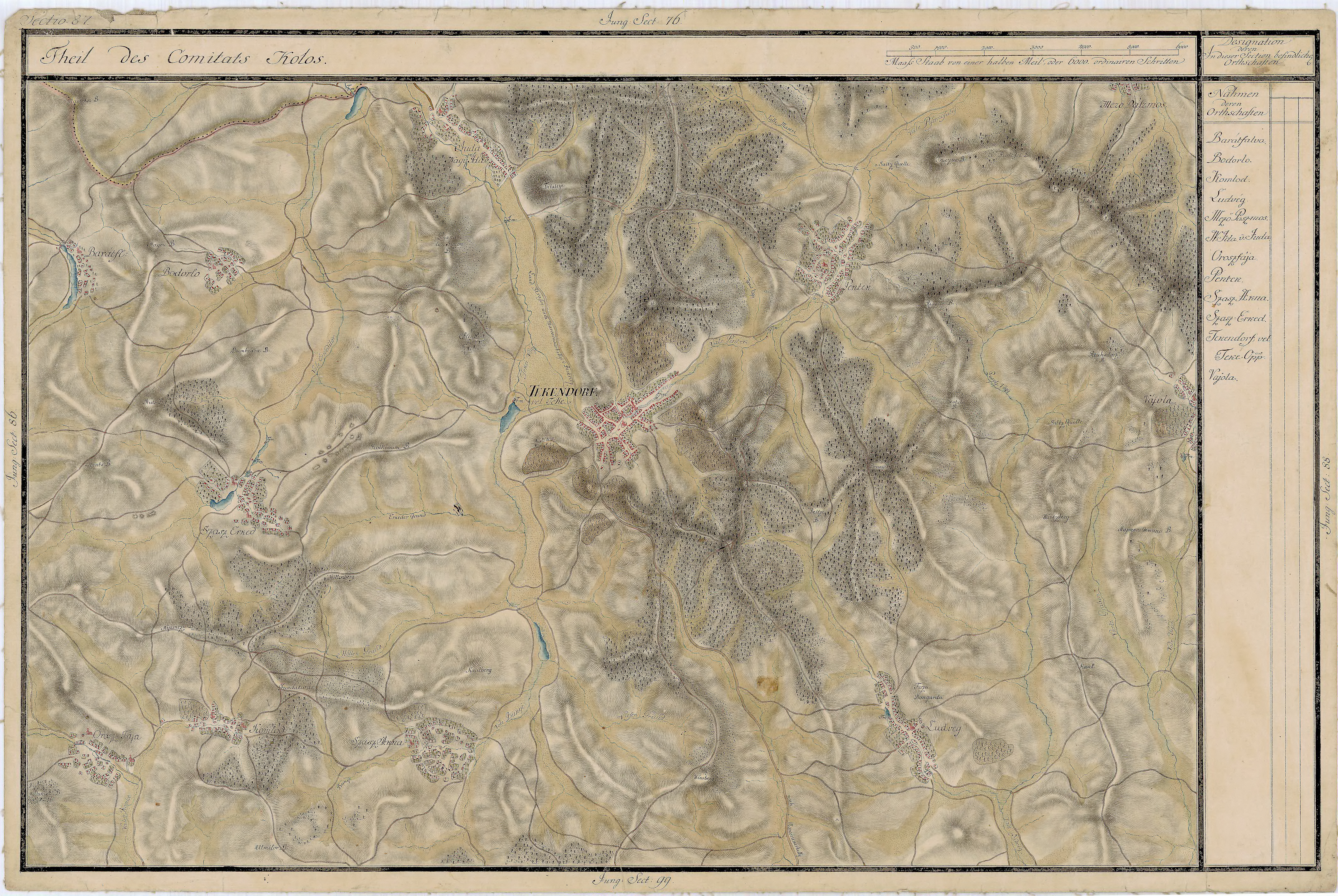
Brăteni în Harta Iosefină a Transilvaniei, 1769-73